# Dystrykt Pishin
Dystrykt Pishin (urdu: پشین) – dystrykt w południowo-zachodnim Pakistanie w prowincji Beludżystan. W 1998 roku liczył 367 183 mieszkańców (z czego 53,47% stanowili mężczyźni) i obejmował 54 048 gospodarstw domowych. Siedzibą administracyjną dystryktu jest Pishin.